# Distretto di Frauenfeld
Il distretto di Frauenfeld è un distretto del Canton Turgovia, in Svizzera. Confina con i distretti di Steckborn a nord, di Weinfelden a nord-est e di Münchwilen a sud-est e con il Canton Zurigo (distretti di Winterthur e di Andelfingen) a ovest. Il capoluogo è Frauenfeld.

## Comuni
Amministrativamente è diviso in 23 comuni:
| Stemma | Nome                    |
| ------ | ----------------------- |
|        | Basadingen-Schlattingen |
|        | Berlingen               |
|        | Diessenhofen            |
|        | Eschenz                 |
|        | Felben-Wellhausen       |
|        | Frauenfeld              |
|        | Gachnang                |
|        | Herdern                 |
|        | Homburg                 |
|        | Hüttlingen              |
|        | Hüttwilen               |
|        | Mammern                 |
|        | Matzingen               |
|        | Müllheim                |
|        | Neunforn                |
|        | Pfyn                    |
|        | Schlatt                 |
|        | Steckborn               |
|        | Stettfurt               |
|        | Thundorf                |
|        | Uesslingen-Buch         |
|        | Wagenhausen             |
|        | Warth-Weiningen         |
|        | Totale (23)             |